# Амі (рослина)
Амі (Ammi) — рід трав'янистих рослин з родини окружкові (Apiaceae), родом з південної Європи, північної Африки та південно-західної Азії. Рослини, що належать до роду, багаті ефірними оліями та іншими речовинами з біологічною активністю. Види A. majus та A. visnaga зараз є космополітичними. Вид Ammi majus наводиться для України. Етимологія: грец. άμμος — «пісок».

## Види
Рід налічує 6 затверджених видів:
- Ammi crinitum Guss.
- Ammi huntii H.C.Watson
- Ammi majus L.
- Ammi topalii Beauverd
- Ammi trifoliatum (H.C.Watson) Trel.
- Ammi visnaga (L.) Lam.

## Опис
Однорічна рослина або дворічна, не запушена. Стебла ≈циліндричні, розгалужені. Листки черешчаті, піхви вузькі, пластини перисті, кінцеві фрагменти від ниткоподібних до ланцетних. Зонтики складні, термінальні та бічні. Зубчики чашолистків атрофовані або непомітні. Пелюстки білі або жовтуваті, округлі або глибоко 2-дольні, долі нерівні. Плоди яйцеподібні або яйцеподібно-довгасті, злегка стиснуті в боці. Мерікарпії п'ятикутні в перерізі, не запушені, ребер 5, гострі.